# سطح ناقصي

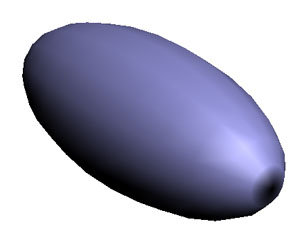
سطح ناقص

كرة (أعلى, a=4),
سطح ناقصي دوراني (unten links, a=b=5, c=3),
سطح ناقصي مختلف الثلاثة أبعاد (أسفل إلى اليمين, a=4.5, b=6, c=3)

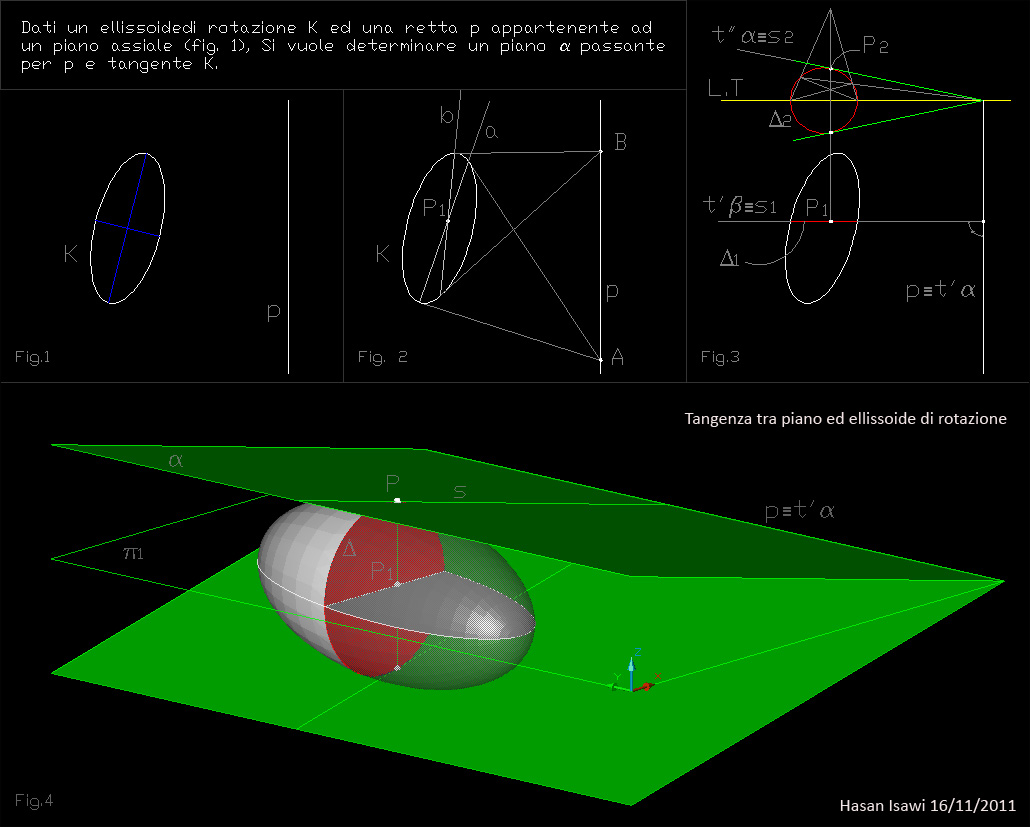
مستوى مار بخط ومتماس لسطح إهليلجي دائري

في الهندسة الرياضية، السطح الناقصي أو المُجسم الإهليلجي أو الناقصي أو الناقص (بالإنجليزية: Ellipsoid)‏ هو أحد السطوح التربيعية في فضاء ثلاثي الأبعاد، كما يمكن إطلاقه على مماثلاته في فضاءات أكثر بعدا. معادلة السطح الناقصي العامة تكون على النحو التالي:
{\displaystyle {x^{2} \over a^{2}}+{y^{2} \over b^{2}}+{z^{2} \over c^{2}}=1}
حيث a و b و c أعداد حقيقة موجبة تشكل أنصاف قطر الجسم متعامدة مع بعضها في مركز الجسم وتحدد أبعاد السطح الناقصي. إذا تساوى نصفي قطر للجسم فإن الجسم الناتج يكون شبه كرة، وأما إذا تساوت الثلاثة أنصاف قطر فإن الجسم الناتج هو كرة.
لو افترضنا قيما مختلفة لـ a ، b ، c تنتج الأجسام التالية وبالتالي أسطحها:
- a ≠ b ≠ c سطحا ناقصيا مختلف المحاور.
- c = 0 قطعا ناقصا.
- c > a = b كروي متطاول.
- c < a = b كروي مفلطح.
- b = a = c كرة

بالإمكان حساب حجم أي سطح ناقصي بالمعادلة :
{\displaystyle {\frac {4}{3}}\pi abc}
وبافتراض أن a = b = c نصل إلى حجم الكرة المعروف:

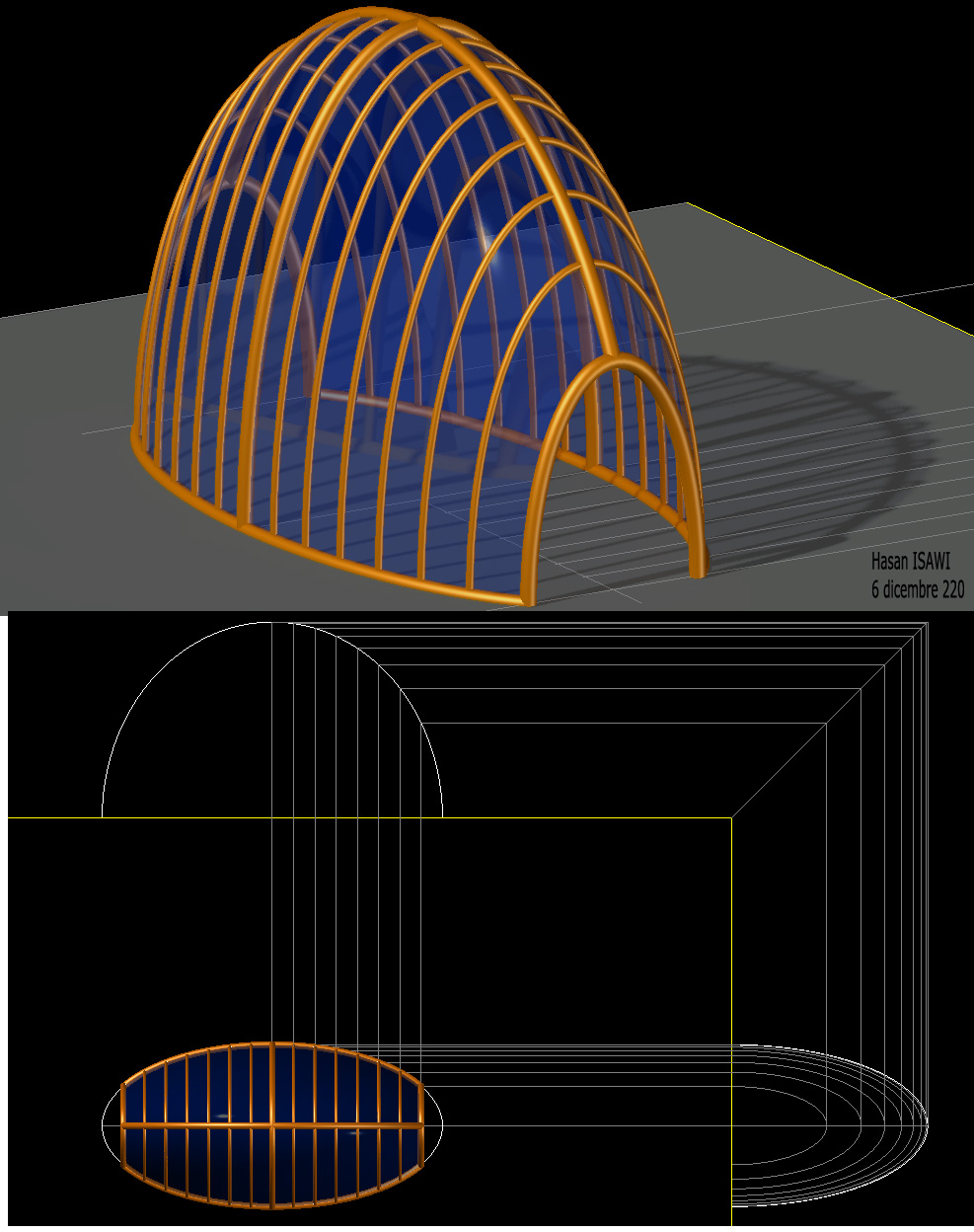
قبة اهليجية مختلفة المحاور (triaxial or scalene)

{\displaystyle {\frac {4}{3}}\pi a.a.a}
أي
{\displaystyle {\frac {4}{3}}\pi a^{3}}

## معرض

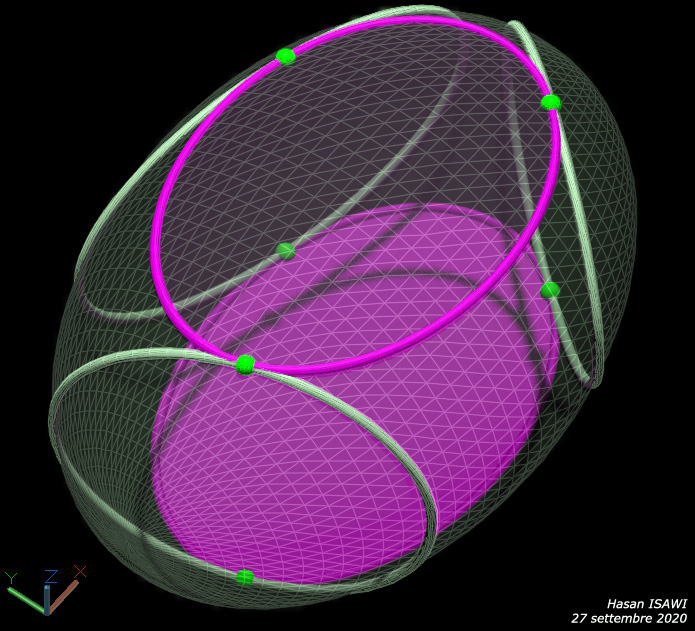
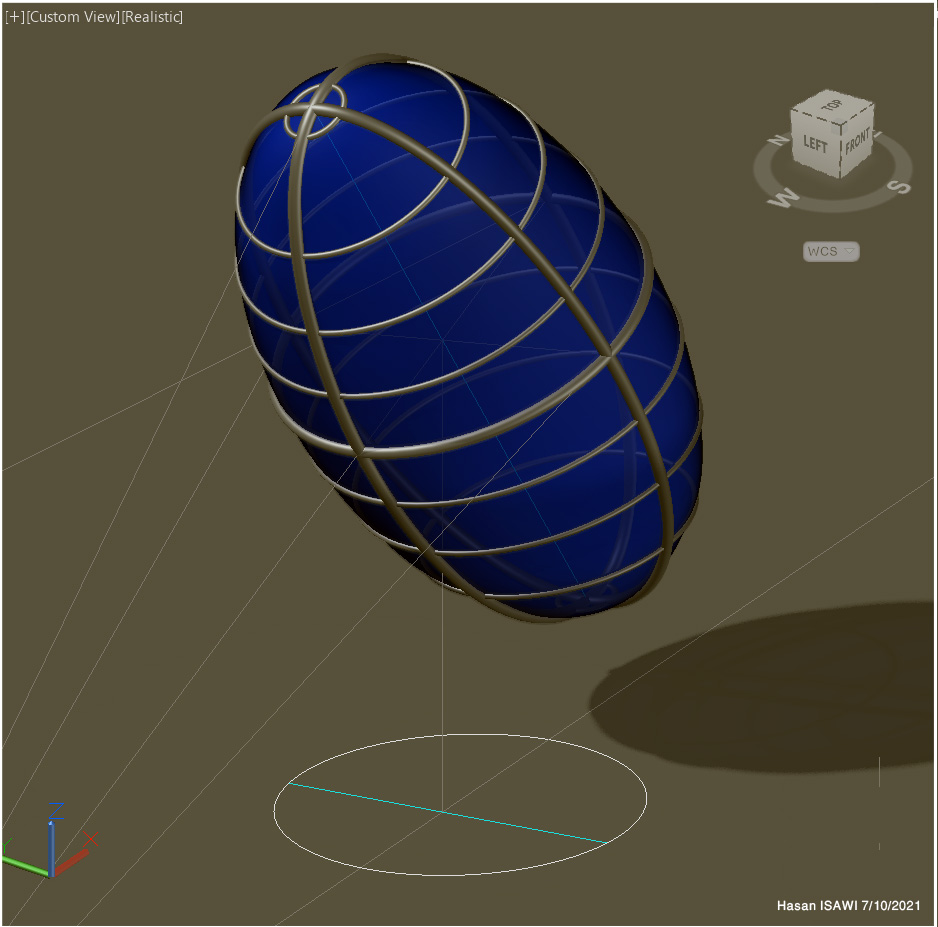
إنشاء سطح إهليلجي مختلف المحاور من خلال مقطعين، وخط القطب والمستوى المقابل
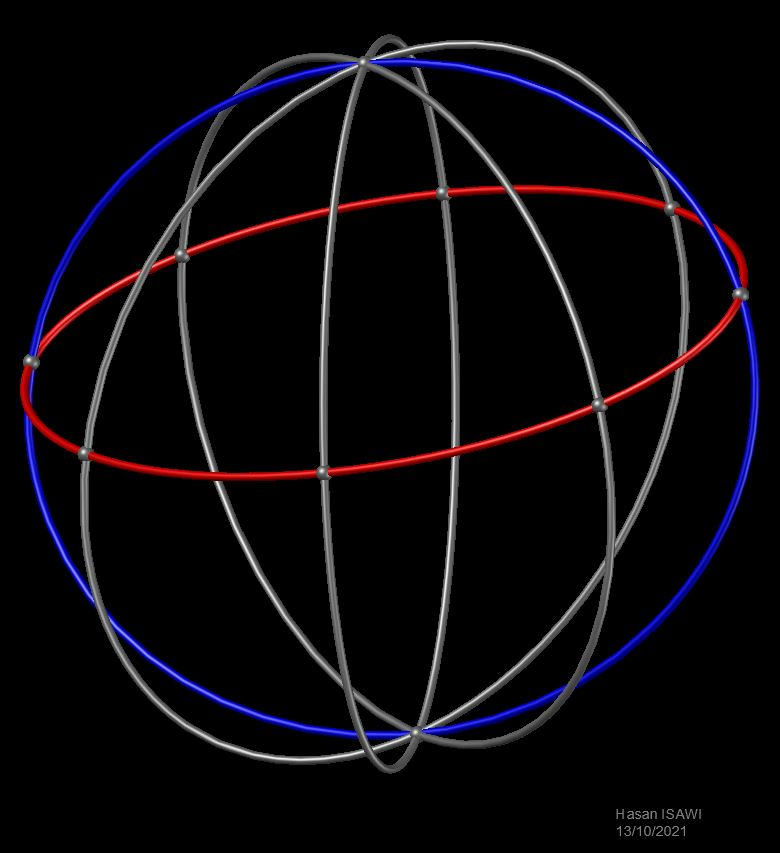
يُطلق على السطح الناتج عن دوران إهليلج (أزرق) حول آخر (أحمر) السطح الناقصي ناقصي المقطع العرضي. وإذا وضعنا قطع مكافئ بدلاً من القطع الناقصي الأزرق، فإن السطح يسمى سطح مكافئ إهليلجي. وبالنظر إلى حقيقة أن الراسم (أزرق) والدليل (أحمر) يمكنهما تبادل الأدوار ، لذلك إذا قمنا بتثبيت القطع المكافئ وتدوير القطع الناقصي، فإن السطح يسمى سطح ناقصي مكافئ. لذا فإن اسم السطح، في هذه الحالات، يبدأ بنوع الراسم ثم يتبعه الدليل
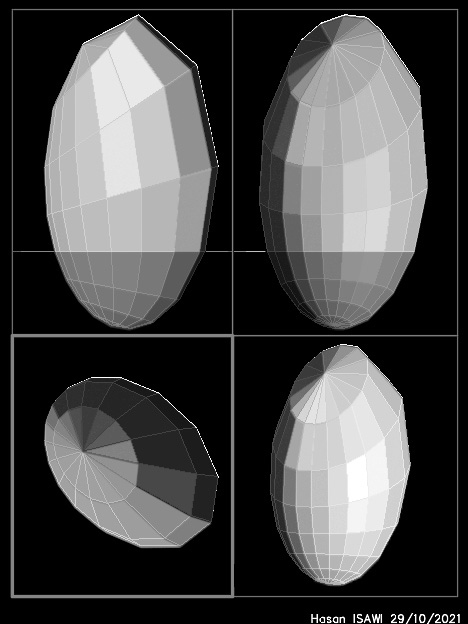
التقريب الهندسي لسطح إهليلجي. حيث محور الدوران لا يمر بمركز الدالة
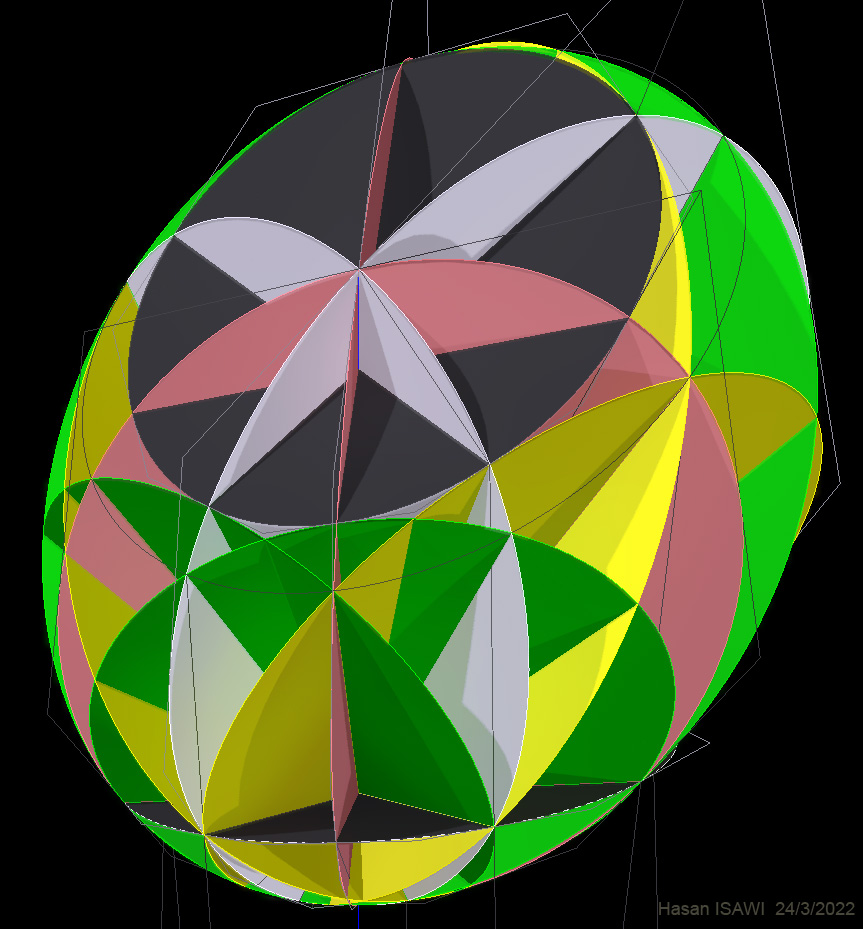
لا غنى عن المستويات القطبية المقترنة بالنسبة لسطح اهليجي لحل مشكلة العقد
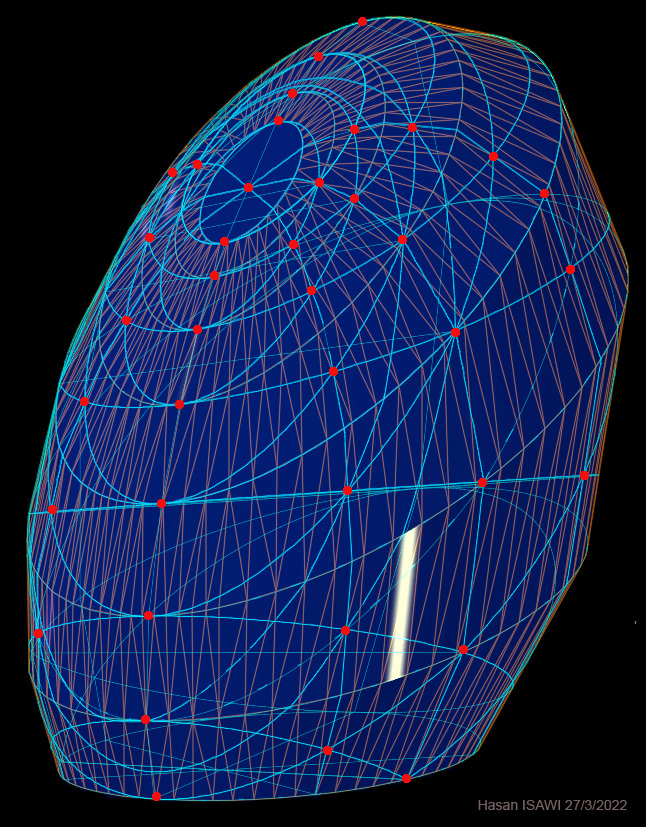
تحديد نقاط تقاطع رواسم ودوال سطح اهليجي عام
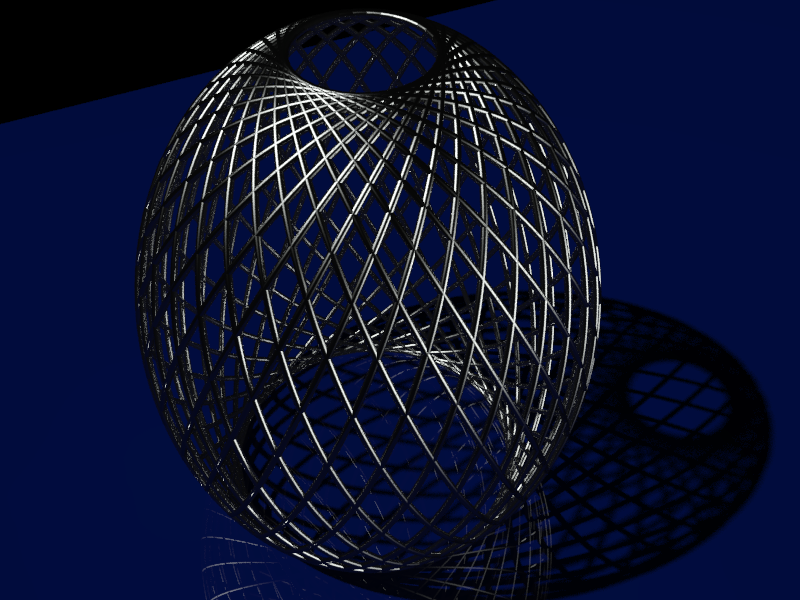
مصفوفة قطبية على سطح اهليجي دوراني
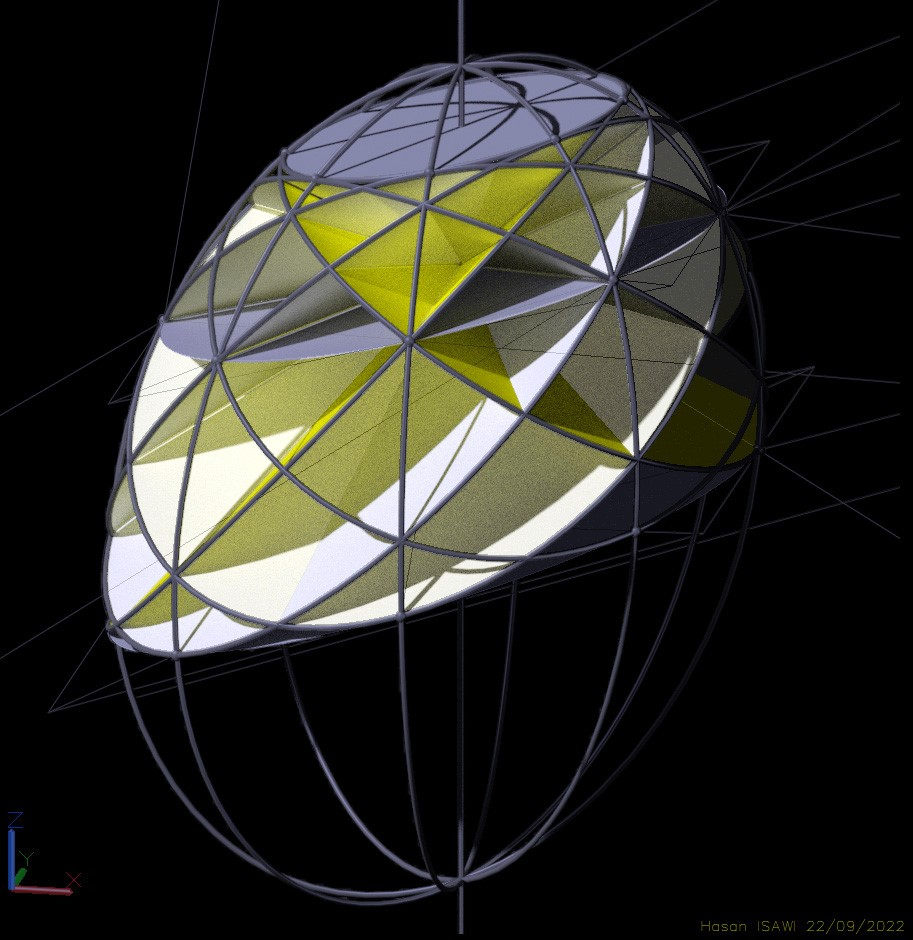
تحول دويري لقطاع عام لسطح ناقصي. يمكن رؤية حالة مماثلة لهذا التحول في برج سويس، لكن هذا الأخير عبارة عن سطح دوراني وليس سطح ناقصي عام (ثلاثي المحاور)
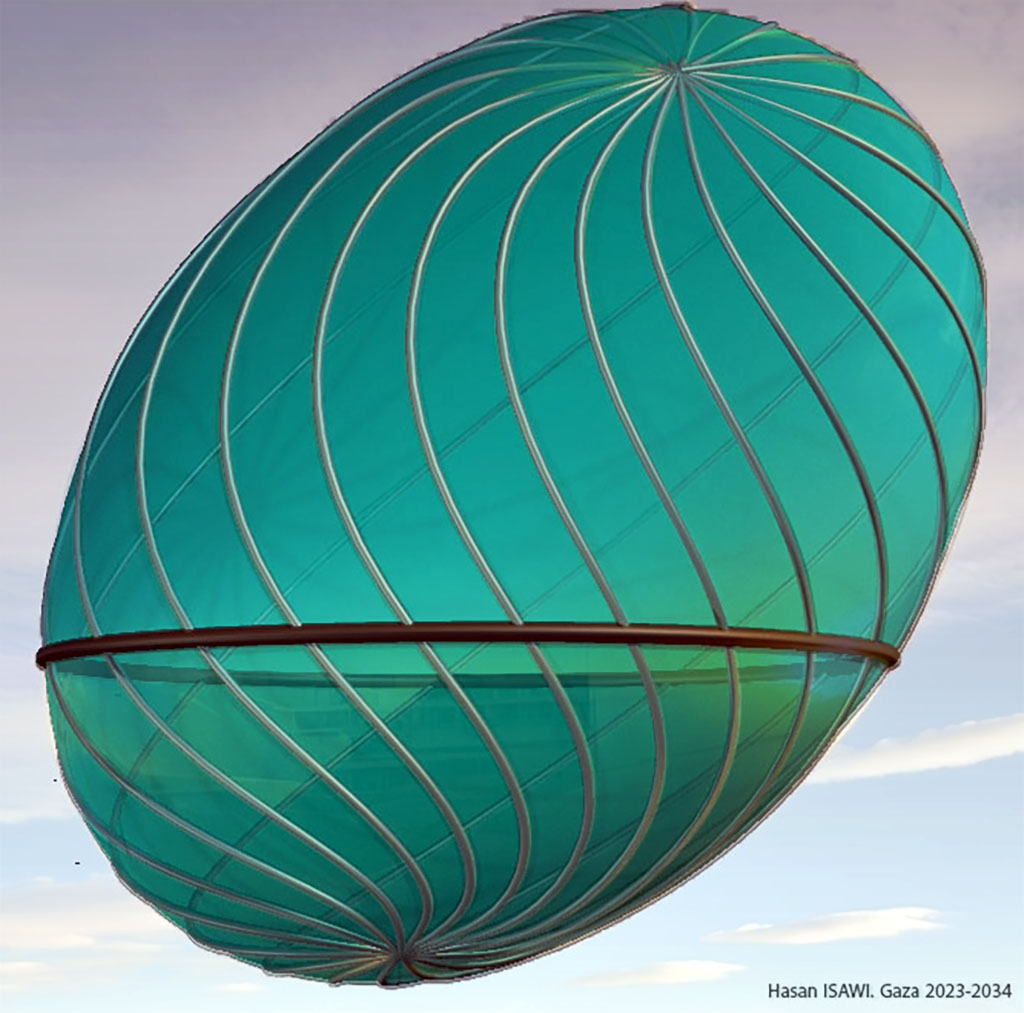
سلسلة قطبية للولب على سطح إهليلجي حول محور عام
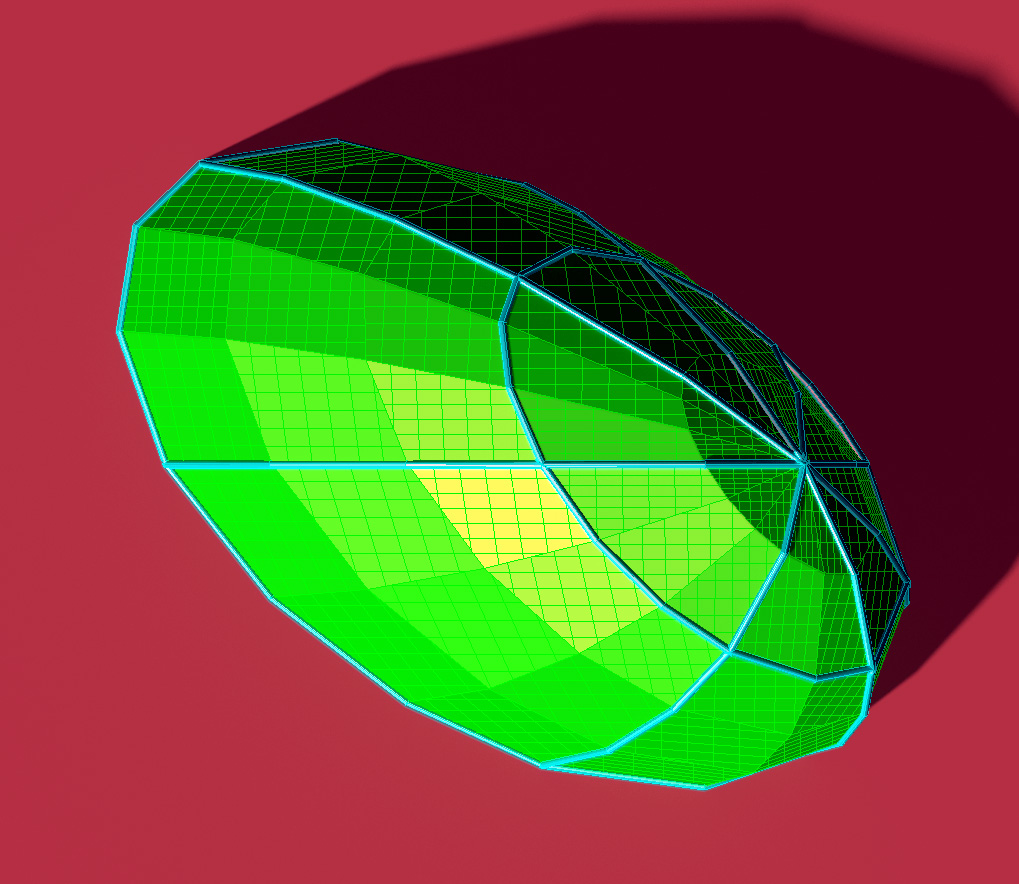
تقريب هندسي لقبة اهليجية باستخدام نظام قطبي عام
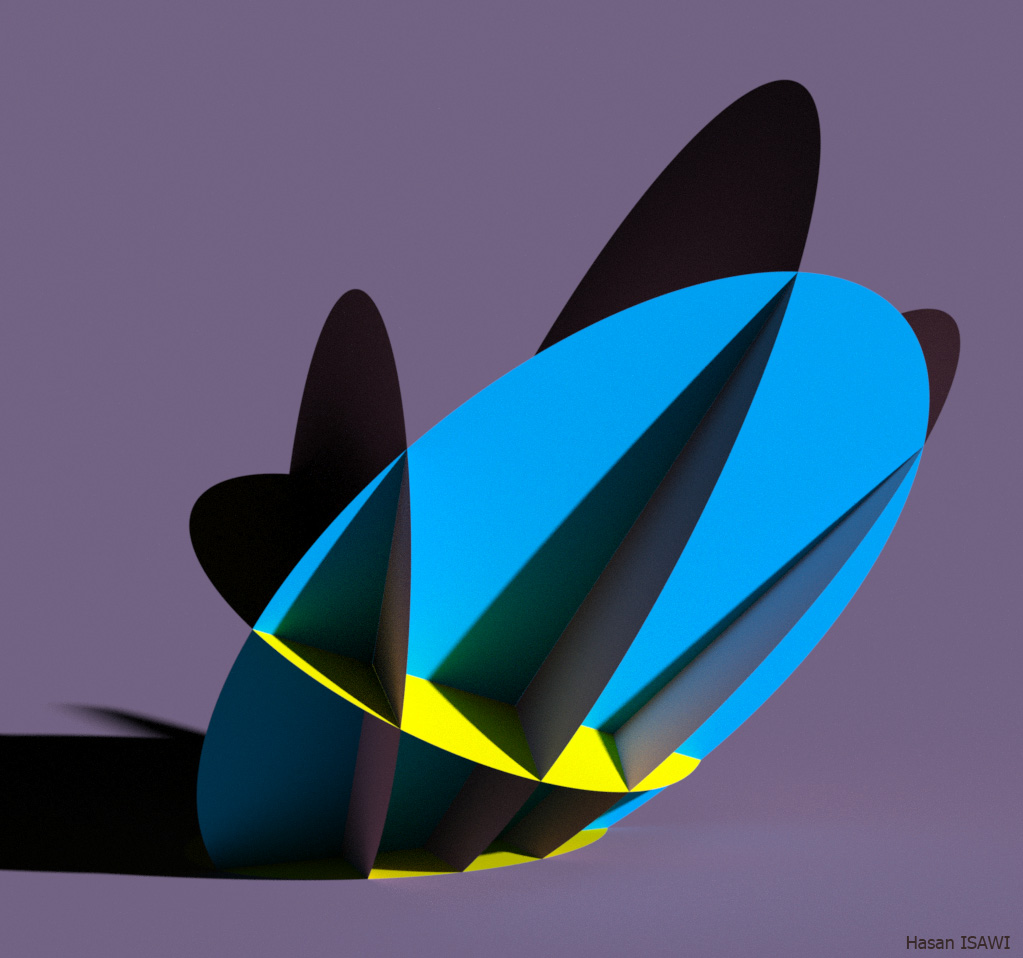
مقطع عام لسطح اهليجي تم تحديده من خلال مخروطيتين متقاطتعتين وتقابل ثلاثي الأبعاد على نفس السطح
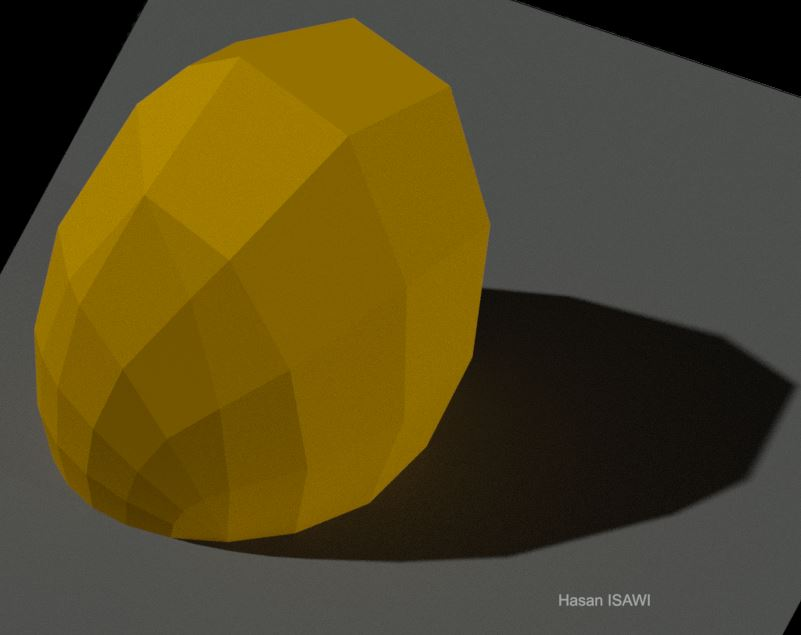
تقريب متعدد السطوح لقبة إهليلجية مكونة من 7 تحويلات متناسبة لمضلع، وحيث التحويل السادس هو المرحلة الأخيرة من التحويل الأول